# Министерство иностранных дел Филиппин
Министерство иностранных дел Филиппин вносит свой вклад в укрепление национальной безопасности и защиты территориальной целостности и национального суверенитета, в участие в национальных усилиях по поддержанию развития и повышения конкурентного преимущества Филиппин в целях защиты прав и укрепления благополучия филиппинцев за рубежом и мобилизации их в качестве партнеров в области национального развития, в создании позитивного имиджа Филиппин, а также в создании международного взаимопонимания филиппинской культуры для взаимовыгодных отношений с другими странами.

## Подведомственные учреждения
- Управление по американским делам
- Управление по делам Азии и Тихого океана
- Управление по делам Европы
- Управление по делам Ближнего Востока и Африки
- Управление по делам АСЕАН
- Управление по делам Организации Объединенных Наций и международных организаций.

### Отделы
- Управление кадров и административной службы
- Управление по правовым вопросам
- Управление по консульским вопросам
- Управление протокола и государственных визитов.